# Moc přítomného okamžiku
Moc přítomného okamžiku: Kniha o duchovním osvícení je dílo Eckharta Tolleho. Má sloužit jako průvodce každodenním životem a zdůrazňuje důležitost života v přítomném okamžiku a překlenutí nutkavých myšlenek na minulost nebo budoucnost. 
Kniha vydaná na konci 90. let byla přeložena do 33 jazyků. Odhaduje se, že jen v Severní Americe se prodaly 3 miliony výtisků.

## Filozofie
Kniha vychází z řady duchovních tradic a jeden recenzent ji popsal jako „buddhismus smíšený s mystikou a několika odkazy na Ježíše Krista, jakési nové přepracování Zenu v New Age“. Tyto tradice používá k popisu „systému víry založeného na životě v přítomném okamžiku“. Jejím hlavním poselstvím je, že emoční problémy lidí jsou zakořeněny v jejich ztotožnění se s jejich myslí. Autor píše, že jednotlivec by si měl být vědom svého „přítomného okamžiku“ místo toho, aby se utápěl ve starostech a úzkostech kvůli minulosti nebo budoucnosti.
Podle knihy existuje z hlediska časovosti pouze přítomný okamžik a také pouze na něm záleží. Autor tvrdí, že domněnka lidí, že mají kontrolu nad svým životem, je iluze a „jen přináší bolest“. 
Kniha také popisuje metody relaxace a meditace, které čtenářům pomohou ukotvit se v přítomnosti. Tyto návrhy zahrnují např. zpomalení života, vyhnutí se multi-taskingu, trávení času v přírodě a zbavení se starostí o budoucnost. Některé koncepty obsažené v knize Moc přítomného okamžiku, jako je lidské ego a jeho negativní účinky na štěstí, jsou dále rozpracovány v pozdějších knihách autora, zejména v díle Nová Země - Objevte v sobě smysl života (2005).

## Vybrané kapitoly
Kapitoly knihy jsou: „Úvod“, „Nejste vlastní mysl“, „Vědomí: Osvobození od bolesti“, „Život v přítomném okamžiku“, „Strategie vyhýbání se přítomnému okamžiku“, „Vědomá přítomnost ", „Vnitřní tělo ", „Brány do sféry neviditelného bytí ", „Osvícené vztahy ", „Za štěstím a neštěstím je klid" a „Smysl vzdání se ".  Různé kapitoly zdůrazňují filozofii vědomé práce s destruktivní dominancí mysli a ega, a to za účelem překonání bolesti „emočního těla“.  Podle autora je jeho filosofie zaměřena na jednotlivé lidi a jejich hledání osobního štěstí. Také má potenciál nahlédnout do psychologického pozadí historických katastrof, jako je komunismus.  

### Úvod
V úvodu knihy autor přibližuje své minulé zkušenosti s neustálým strachem během období, kdy trpěl existenční krizí a sebevražednou depresí. Později, když mu bylo 29 let, měl osobní zjevení a píše: „Slyšel jsem slova ,nevzdoruj ničemu’, jako by hlas mluvil v mé hrudi.“ Vypráví, že se cítil, jako by upadal do prázdnoty, a poté „už přestal existovat strach“.

### Kapitola druhá: „Vědomí: Osvobození od bolesti“
V druhé kapitole Tolle říká, že je potřeba rozpoznat své osobní ego „bez toho, aby ego vytvořilo protichůdnou odpověď na své vlastní popření nebo zničení“, a vysvětluje bezúčelnost „duševní bolesti a úzkosti“, které se lidé drží.  Kniha říká: „Emoční tělo sestává z uvězněné životní energie, která se oddělila od vašeho celkového energetického pole a dočasně se stala autonomní prostřednictvím nepřirozeného procesu identifikace s myslí.“  V této kapitole autor píše: „bolest může živit pouze bolest. Bolest se nemůže živit radostí. “  Autor dále píše, že „mnoho lidí žije s mučitelem v hlavě, který neustále útočí a trestá a odčerpává vitální energii. Je to příčina nevýslovného utrpení a neštěstí. “  

### Kapitola třetí: „Život v přítomném okamžiku“
Ve třetí kapitole autor píše: „V běžném, s myslí identifikovaném nebo neosvíceném stavu vědomí je potenciál síly a kreativity zakrýván psychologickým časem. Odkrytí spočívá v životu v přítomném okamžiku. Nemůžete najít sebe tím, že půjdete do minulosti. Najít sám sebe lze pouze v přítomnosti. Život je teď. Neexistuje čas, kdy  váš život nebyl nyní nebo nebude nyní. “ 

### Kapitola čtvrtá: „Strategie vyhýbání se přítomnému okamžiku“
Ve čtvrté kapitole Tolle říká, že „zítřejší složenky nejsou problémem“ a mohou být „klíčovým klamem“, který mění „pouhou situaci, událost nebo emoce“ na důvod utrpení a neštěstí.  Kniha také označuje „čekání“ za pouhý „stav mysli“, ze kterého bychom se měli vymanit.  